# 11304 Cowra
11304 Cowra è un asteroide della fascia principale. Scoperto nel 1993, presenta un'orbita caratterizzata da un semiasse maggiore pari a 1,9289417 UA e da un'eccentricità di 0,0469027, inclinata di 23,56444° rispetto all'eclittica.